# 韦卢尔
韦卢尔（Velur），是印度泰米尔纳德邦Namakkal县的一个城镇。总人口18393（2001年）。

## 人口
该地2001年总人口18393人，其中男性9292人，女性9101人；0—6岁人口1585人，其中男848人，女737人；识字率67.48%，其中男性为75.33%，女性为59.47%。